# British Library Sound Archive
Das British Library Sound Archive (früher: British Institute of Recorded Sound) mit Sitz in London gehört zu den weltweit größten Schallarchiven.

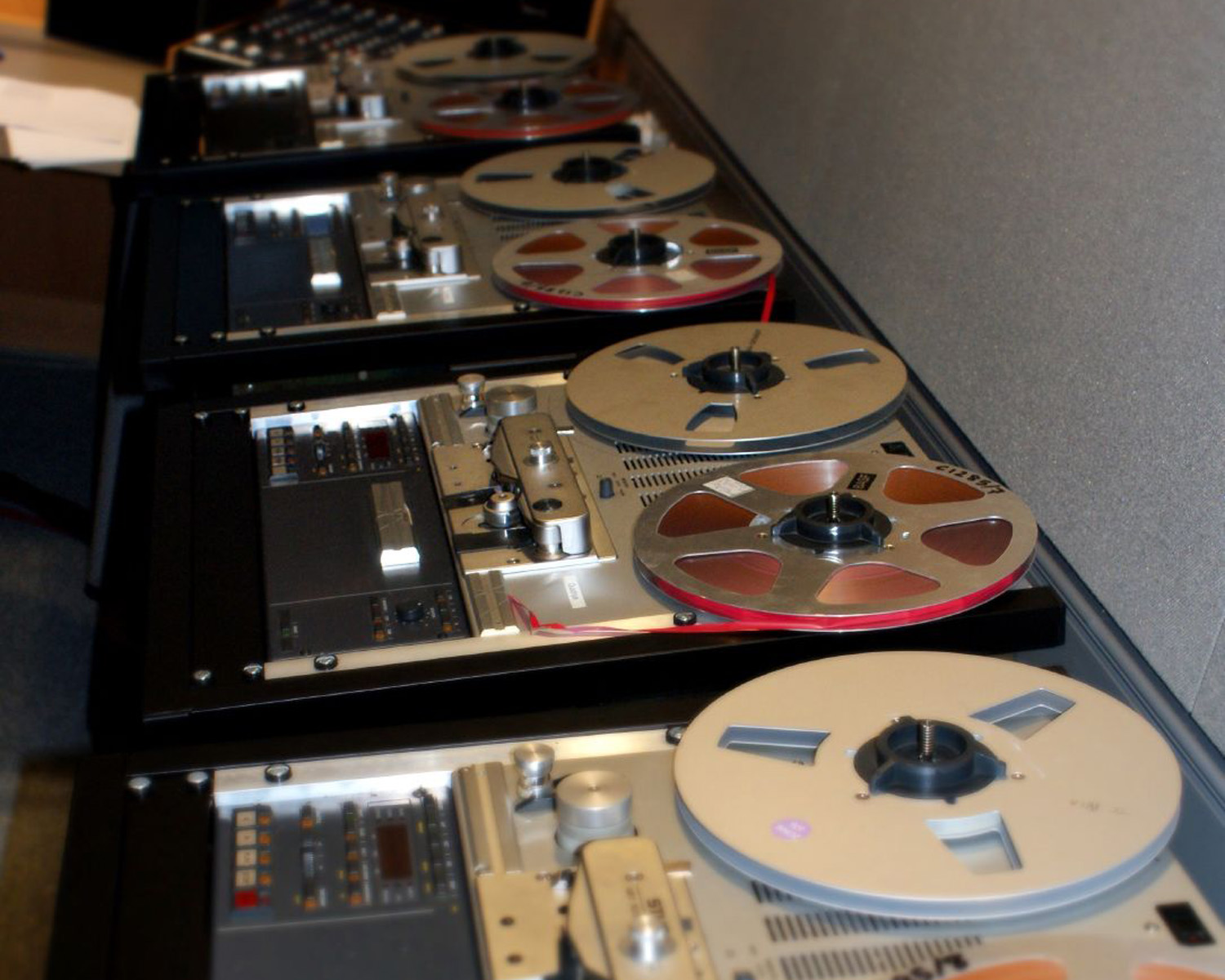
Tonbandmaschinen aus der Sammlung des Sound Archive

## Geschichte
Die Ursprünge des Archivs gehen auf das Jahr 1905 zurück, als das British Museum (BM) begann, Tonträger zu sammeln. Die britische Gramophone Company beteiligte sich mit Sachspenden am Aufbau der Sammlung. 1955 gründete der Archivar Patrick Saul das „British Institute of Recorded Sound“. 1983 wurde das Schallarchiv in die British Library eingegliedert.

## Bestand
Zu den über Tonaufnahmen des „British Library Sound Archive“ gehören über 1 Million CDs und tausende Tonbänder mit Aufzeichnungen der Werke von Nellie Melba, Enrico Caruso, Francesco Tamagno, Lew Tolstoi, Ernest Shackleton, Herbert Beerbohm Tree und Lewis Waller. Die früheste bekannte Tonaufnahme von Thomas Edison aus dem Jahre 1877 wird hier ausgestellt. Die Aufnahmen von Nelson Mandelas Prozessplädoyer und einzelne Reden von Winston Churchill sind ebenfalls vorhanden. Die BBC hat dem „British Library Sound Archive“ Teile ihres Schallarchivs überlassen, darunter u. a. auch die aus Deutschland stammenden Rundfunkmitschnitte der Reichstagssitzungen 1930–1942. Auch sind über 100.000 Tierstimmen in einer der weltweit größten Stimmsammlungen vorhanden, sowie der Nachlass an Tonaufnahmen und Manuskripten des aus Deutschland stammenden Pioniers der Tierstimmendokumentation, Ludwig Koch (1889–1974).